# Wild in the Streets (Circle Jerks)
Wild in the Streets è il secondo album dei Circle Jerks, hardcore punk band californiana, pubblicato nel 1982 dalla I.R.S..
La traccia che dà il titolo all'album è una cover di Garland Jeffreys.

## Tracce
1. Wild in the Streets (Garland Jeffreys) – 2:34
2. Leave Me Alone (Keith Morris, Roger Rogerson) – 1:19
3. Stars and Stripes (Morris, Greg Hetson) – 1:39
4. 86'd (Good as Gone) (Lucky Lehrer, Hetson) – 1:54
5. Meet The Press (Lehrer, Rogerson) – 1:19
6. Trapped (Circle Jerks) – 1:40
7. Murder the Disturbed (Circle Jerks) – 2:01
8. Letter Bomb (Morris, Hetson) – 1:14
9. Question Authority (Rogerson) – 2:00
10. Defamation Innuendo (Morris, Lehrer, Rogerson) – 2:21
11. Moral Majority (Morris, Hetson) – 0:55
12. Forced Labor (Rogerson) – 1:17
13. Political Stu (Circle Jerks) – 1:37
14. Just Like Me (Jackie DeShannon, Myers, Holiday) – 1:46
15. Put a Little Love in Your Heart (DeShannon, Myers, Holiday) – 2:12

## Formazione
- Keith Morris - voce
- Greg Hetson - chitarra
- Roger Rogerson - basso
- Lucky Lehrer - batteria